# ノーマ・ウィンストン
ノーマ・ウィンストン（Norma Winstone、MBE、1941年9月23日 - ）は、イングランドのジャズ・シンガーであり、作詞家でもある。50年以上にわたるキャリアの中で、彼女はヴォーカリーズによる即興演奏で最も有名である。

## 略歴
イースト・ロンドンのボウでノーマ・ショートとして生まれ、1968年にマイケル・ガーリックのバンドに加わる前の1960年代初期から、ダゲナム周辺のバンドで歌い始めた。彼女の最初の録音は翌年、ジョー・ハリオットと共に発表された。1971年に、彼女は『メロディ・メイカー』誌のジャズポール・トップシンガーに選ばれた。1972年、アルバム『エッジ・オヴ・タイム』を自分の名前で録音した。ウィンストンは、1973年にリリースされたミノタウロスに関するギリシャ神話に基づいたジャズ・ロック・コンセプト・アルバム『ラビリンス』で、イアン・カーのニュークリアスにボーカルを提供した。
ウィンストンは、多くのヨーロッパの主要なミュージシャンや訪英アメリカ人、そしてガーリック、ジョン・サーマン、マイケル・ギブス、マイク・ウェストブルック、彼女の前夫でピアニストのジョン・テイラーなど、イギリスのジャズ仲間と仕事をしてきた。テイラーとトランペット奏者のケニー・ホイーラーと共に、1977年から1980年にかけてトリオ編成のアジマスのメンバーとして、ECMレコードにて3枚のアルバムを演奏し録音している。彼らの5枚目にして最後のアルバム『ハウ・イット・ウォズ・ゼン』は『ダウン・ビート』誌から4つ星を与えられた。さらに、彼女はアメリカのピアニストであるジミー・ロウルズ（1993年の『Well Kept Secret』）やフレッド・ハーシュとアルバムを作った。
2018年2月、ウィンストンは「オールミュージック」が「珍しい挑発的なアルバム」と評したコレクション『Descansado：Songs for Films』をリリースした。

## 受賞歴
- 2007年 MBE in the Queen's Birthday Honours[4]
- 2009年 Skoda Jazz Ahead Award in Bremen for contribution to European Jazz
- 2010年 London Awards for Art and Performance
- 2015年 Jazz Vocalist of the Year, Parliamentary Jazz Awards[5]
- 2015年 BASCA Gold Badge Award[6]

## ディスコグラフィ

### ソロ・アルバム
- 『エッジ・オヴ・タイム』 - Edge of Time (1972年、Argo)
- Live at Roncella Jonica (1985年、Izemz/Polis) ※with ケニー・ホイーラー
- Somewhere Called Home (1987年、ECM)
- M.A.P. (1990年、L+R) ※with ジョン・ウルフ・ブレナン
- Far to Go (1993年、Grappa)
- Well Kept Secret (1995年、Hot House)
- Siren's Song (1997年、Justin Time) ※with ケニー・ホイーラー
- Manhattan in the Rain (1998年、Sunnyside)
- Like Song, Like Weather (1999年、Koch) ※with ジョン・テイラー
- Songs & Lullabies (2003年、Sunnyside) ※with フレッド・ハーシュ
- Chamber Music (2003年、EmArcy)
- It's Later Than You Think (2006年、Provocateur) ※with the NDR Big Band
- Children of Time (2006年、Jazz Academy) ※with マイケル・ガーリック
- Amoroso... ..Only More So (2007年、Trio) ※with スタン・トレイシー
- 『ディスタンス』 - Distances (2008年、ECM)
- Yet Another Spring (2009年、Jazz Academy) ※with マイケル・ガーリック
- Stories Yet to Tell (2010年、ECM)
- 『ミラーズ』 - Mirrors (2013年、Edition) ※with ケニー・ホイーラー
- Dance Without Answer (2014年、ECM)
- Descansado: Songs for Films (2018年、ECM)

アジマス
- 『タイムトンネル』 - Azimuth (1977年、ECM)
- The Touchstone (1978年、ECM)
- 『デパート』 - Départ (1979年、ECM) ※with ラルフ・タウナー
- Azimuth '85 (1985年、ECM)
- 『ハウ・イット・ウォズ・ゼン』 - How It Was Then... Never Again (1995年、ECM)

### 参加アルバム
エバーハルト・ウェーバー
- Fluid Rustle (1979年、ECM)

ケニー・ホイーラー
- Song for Someone (1973年、Incus)
- 『ミュージック・フォー・ラージ＆スモール・アンサンブル』 - Music for Large and Small Ensembles (1990年、ECM)